# Championnat FIA GT 1999
Navigation
Édition précédente Édition suivante
La saison 1999 du Championnat FIA GT est la troisième édition de cette compétition. Elle se déroule du 11 avril au 28 novembre 1999. Elle comprend dix manches dont le British Empire Trophy. Elle a consacré les pilotes Olivier Beretta et Karl Wendlinger ainsi que l'équipe française Chrysler Viper Team Oreca.

## Calendrier
| Manche | Course                                                       | Circuit                         | Date         |
| ------ | ------------------------------------------------------------ | ------------------------------- | ------------ |
| 1      | 500 km de Monza                                              | Autodromo Nazionale di Monza    | 11 avril     |
| 2      | P&O Steam Line Silverstone 500 miles (British Empire Trophy) | Circuit de Silverstone          | 9 mai        |
| 3      | 500 km d'Hockenheim                                          | Hockenheimring                  | 27 juin      |
| 4      | 500 km de Budapest                                           | Hungaroring                     | 4 juillet    |
| 5      | 500 km de Zolder                                             | Circuit de Zolder               | 18 juillet   |
| 6      | 500 km d'Oschersleben                                        | Motopark Oschersleben           | 8 août       |
| 7      | 500 km de Donington                                          | Donington Park                  | 5 septembre  |
| 8      | 3 Heures d'Homestead                                         | Homestead-Miami Speedway        | 26 septembre |
| 9      | Bosch Sportscar Oktoberfest (3 Heures)                       | Watkins Glen International      | 3 octobre    |
| 10     | 500 km de Zhuhai                                             | Circuit international de Zhuhai | 28 novembre  |

## Résultats
| Manche | Circuit        | Équipe gagnante                      | Résultats |
| Manche | Circuit        | Pilotes vainqueurs                   | Résultats |
| ------ | -------------- | ------------------------------------ | --------- |
| 1      | Monza          | #1 Chrysler Viper Team Oreca         | Résultats |
| 1      | Monza          | Olivier Beretta Karl Wendlinger      | Résultats |
| 2      | Silverstone    | #1 Chrysler Viper Team Oreca         | Résultats |
| 2      | Silverstone    | Olivier Beretta Karl Wendlinger      | Résultats |
| 3      | Hockenheimring | #2 Chrysler Viper Team Oreca         | Résultats |
| 3      | Hockenheimring | Jean-Philippe Belloc Dominique Dupuy | Résultats |
| 4      | Hungaroring    | #2 Chrysler Viper Team Oreca         | Résultats |
| 4      | Hungaroring    | Jean-Philippe Belloc Dominique Dupuy | Résultats |
| 5      | Zolder         | #1 Chrysler Viper Team Oreca         | Résultats |
| 5      | Zolder         | Olivier Beretta Karl Wendlinger      | Résultats |
| 6      | Oschersleben   | #1 Chrysler Viper Team Oreca         | Résultats |
| 6      | Oschersleben   | Olivier Beretta Karl Wendlinger      | Résultats |
| 7      | Donington      | #1 Chrysler Viper Team Oreca         | Résultats |
| 7      | Donington      | Olivier Beretta Karl Wendlinger      | Résultats |
| 8      | Homestead      | #21 Paul Belmondo Racing             | Résultats |
| 8      | Homestead      | Paul Belmondo Emmanuel Clérico       | Résultats |
| 9      | Watkins Glen   | #2 Chrysler Viper Team Oreca         | Résultats |
| 9      | Watkins Glen   | Jean-Philippe Belloc David Donohue   | Résultats |
| 10     | Zhuhai         | #1 Chrysler Viper Team Oreca         | Résultats |
| 10     | Zhuhai         | Olivier Beretta Karl Wendlinger      | Résultats |

## Classements

### Championnat pilotes
Les points sont octroyés aux 6 premiers classés de chaque catégorie dans l'ordre 10–6–4–3–2–1.
| Position | Pilote                | Voiture              | M1 | M2 | M3 | M4 | M5 | M6 | M7 | M8 | M9 | M10 | Points |
| 1        | Olivier Beretta       | Chrysler Viper GTS-R | 10 | 10 | –  | 6  | 10 | 10 | 10 | 6  | 6  | 10  | 78     |
|          | Karl Wendlinger       | Chrysler Viper GTS-R | 10 | 10 | –  | 6  | 10 | 10 | 10 | 6  | 6  | 10  | 78     |
| 3        | Jean-Philippe Belloc  | Chrysler Viper GTS-R | 6  | 6  | 10 | 10 | –  | 6  | –  | 3  | 10 | 2   | 53     |
| 4        | David Donohue         | Chrysler Viper GTS-R | 6  | 6  | –  | –  | –  | –  | –  | 3  | 10 | –   | 25     |
| 5        | Dominique Dupuy       | Chrysler Viper GTS-R | –  | –  | 10 | 10 | –  | –  | –  | –  | –  | 4   | 24     |
| 6        | Wolfgang Kaufmann     | Porsche 911 GT2      | 4  | 1  | 2  | 1  | 3  | 2  | –  | 2  | 3  | 3   | 21     |
|          | Christian Gläsel      | Chrysler Viper GTS-R | 3  | 3  | –  | –  | –  | 3  | 2  | –  | 4  | 6   | 21     |
|          | Christian Vann        | Chrysler Viper GTS-R | 3  | 3  | –  | –  | –  | 3  | 2  | –  | 4  | 6   | 21     |
| 9        | Paul Belmondo         | Chrysler Viper GTS-R | 1  | –  | –  | –  | 2  | –  | –  | 10 | 2  | 4   | 19     |
| 10       | Vincent Vosse         | Chrysler Viper GTS-R | 2  | 4  | –  | –  | –  | –  | 3  | 4  | 1  | 2   | 16     |
|          | Bob Wollek            | Porsche 911 GT2      | –  | –  | 4  | 4  | –  | –  | –  | 2  | 3  | 3   | 16     |
| 12       | Michel Ligonnet       | Chrysler Viper GTS-R | 4  | 1  | 2  | 1  | 3  | 2  | –  | –  | 1  | –   | 14     |
|          | Ni Amorim             | Chrysler Viper GTS-R | –  | –  | –  | 3  | 6  | 4  | 1  | –  | –  | –   | 14     |
|          | Toni Seiler           | Chrysler Viper GTS-R | –  | –  | –  | 3  | 6  | 4  | 1  | –  | –  | –   | 14     |
| 15       | Franz Konrad          | Porsche 911 GT2      | –  | –  | 4  | 4  | 1  | –  | 4  | –  | –  | –   | 13     |
| 16       | Justin Bell           | Chrysler Viper GTS-R | –  | 6  | 6  | –  | –  | –  | –  | –  | –  | –   | 12     |
| 17       | Emmanuel Clérico      | Chrysler Viper GTS-R | –  | –  | –  | –  | –  | 1  | –  | 10 | –  | –   | 11     |
| 18       | Marc Duez             | Chrysler Viper GTS-R | –  | 4  | –  | –  | –  | 6  | –  | –  | –  | –   | 10     |
| 19       | Didier Defourny       | Chrysler Viper GTS-R | 2  | 4  | –  | –  | –  | –  | 3  | –  | –  | –   | 9      |
|          | Julian Bailey         | Lister Storm GTL     | –  | –  | 3  | –  | –  | –  | 6  | –  | –  | –   | 9      |
| 21       | Luca Drudi            | Chrysler Viper GTS-R | –  | –  | 6  | –  | –  | –  | –  | –  | 2  | –   | 8      |
| 22       | Hans Hugenholtz       | Chrysler Viper GTS-R | –  | 3  | –  | –  | –  | –  | –  | 4  | –  | –   | 7      |
| 23       | Sascha Maassen        | Porsche 911 GT2      | –  | –  | –  | 2  | –  | –  | 4  | –  | –  | –   | 6      |
| 24       | Xavier Pompidou       | Chrysler Viper GTS-R | –  | –  | –  | –  | –  | –  | –  | 4  | 1  | –   | 5      |
| 25       | Claude-Yves Gosselin  | Chrysler Viper GTS-R | 1  | –  | –  | –  | 2  | 1  | –  | –  | –  | –   | 4      |
|          | Mike Hezemans         | Lister Storm GTL     | –  | –  | –  | –  | 4  | –  | –  | –  | –  | –   | 4      |
|          | David Hart            | Lister Storm GTL     | –  | –  | –  | –  | 4  | –  | –  | –  | –  | –   | 4      |
| 28       | Tim Sugden            | Lister Storm GTL     | –  | –  | 3  | –  | –  | –  | –  | –  | –  | –   | 3      |
|          | Jamie Campbell-Walter | Lister Storm GTL     | –  | –  | 3  | –  | –  | –  | –  | –  | –  | –   | 3      |
| 30       | Claudia Hürtgen       | Porsche 911 GT2      | –  | 2  | –  | –  | –  | –  | –  | –  | –  | –   | 2      |
|          | Stéphane Ortelli      | Porsche 911 GT2      | –  | 2  | –  | –  | –  | –  | –  | –  | –  | –   | 2      |
|          | Michael Eschmann      | Porsche 911 GT2      | –  | –  | –  | 2  | –  | –  | –  | –  | –  | –   | 2      |
|          | Paul Hulverscheid     | Porsche 911 GT2      | –  | –  | –  | 2  | –  | –  | –  | –  | –  | –   | 2      |
|          | Manfred Jurasz        | Porsche 911 GT2      | –  | –  | –  | –  | –  | –  | –  | 1  | –  | 1   | 2      |
| 35       | André Ahrlé           | Porsche 911 GT2      | –  | –  | 1  | –  | –  | –  | –  | –  | –  | –   | 1      |
|          | Hubert Haupt          | Porsche 911 GT2      | –  | –  | 1  | –  | –  | –  | –  | –  | –  | –   | 1      |
|          | Altfrid Heger         | Porsche 911 GT2      | –  | –  | –  | –  | 1  | –  | –  | –  | –  | –   | 1      |
|          | Lance Stewart         | Porsche 911 GT2      | –  | –  | –  | –  | –  | –  | –  | 1  | –  | –   | 1      |
|          | Yukihiro Hane         | Porsche 911 GT2      | –  | –  | –  | –  | –  | –  | –  | –  | –  | 1   | 1      |

### Championnat des équipes
Les points sont octroyés aux 6 premiers classés de chaque catégorie dans l'ordre 10–6–4–3–2–1. Les points sont obtenus par deux voitures maximum pour chaque équipe.
| Pos | Équipe                    | Voiture              | Moteur                     | Mc 1 | Mc 2 | Mc 3 | Mc 4 | Mc 5 | Mc 6 | Mc 7 | Mc 8 | Mc 9 | Mc 10 | Total |
| --- | ------------------------- | -------------------- | -------------------------- | ---- | ---- | ---- | ---- | ---- | ---- | ---- | ---- | ---- | ----- | ----- |
| 1   | Chrysler Viper Team Oreca | Chrysler Viper GTS-R | Chrysler 8,0 L V10         | 16   | 16   | 16   | 16   | 10   | 16   | 10   | 9    | 16   | 12    | 137   |
| 2   | Chamberlain Motorsport    | Chrysler Viper GTS-R | Chrysler 8,0 L V10         | 3    | 3    |      | 3    | 6    | 7    | 3    | 4    | 5    | 6     | 40    |
| 3   | Freisinger Motorsport     | Porsche 911 GT2      | Porsche 3,6 L Turbo Flat-6 | 4    | 1    | 2    | 1    | 3    | 2    |      | 3    | 3    | 4     | 23    |
| 4   | Paul Belmondo Racing      | Chrysler Viper GTS-R | Chrysler 8,0 L V10         | 1    |      |      |      | 2    | 1    |      | 10   | 2    | 4     | 20    |
| 5=  | Konrad Motorsport         | Porsche 911 GT2      | Porsche 3,6 L Turbo Flat-6 |      |      | 4    | 4    | 1    |      | 4    |      |      |       | 13    |
| 5=  | Lister Storm Racing       | Lister Storm         | Jaguar 7,0 L V12           |      |      | 3    |      | 4    |      | 6    |      |      |       | 13    |
| 7   | GLPK Racing               | Chrysler Viper GTS-R | Chrysler 8,0 L V10         | 2    | 4    |      |      |      |      | 3    |      |      |       | 9     |
| 8   | Roock Racing              | Porsche 911 GT2      | Porsche 3,6 L Turbo Flat-6 |      | 2    | 1    |      |      |      |      |      |      |       | 3     |
| 9   | Roock Sportsystem         | Porsche 911 GT2      | Porsche 3,6 L Turbo Flat-6 |      |      |      | 2    |      |      |      |      |      |       | 2     |